# Свергіно
Свергіно (рос. Свергино) — присілок в Палехському районі Івановської області Російської Федерації.
Населення становить 39 осіб. Входить до складу муніципального утворення Палехське міське поселення.

## Історія
Від 2005 року входить до складу муніципального утворення Палехське міське поселення.

## Населення
| 1859 | 1905 | 2002 | 2010 |
| ---- | ---- | ---- | ---- |
| 146  | ↘89  | ↘44  | ↘39  |